# لفکا

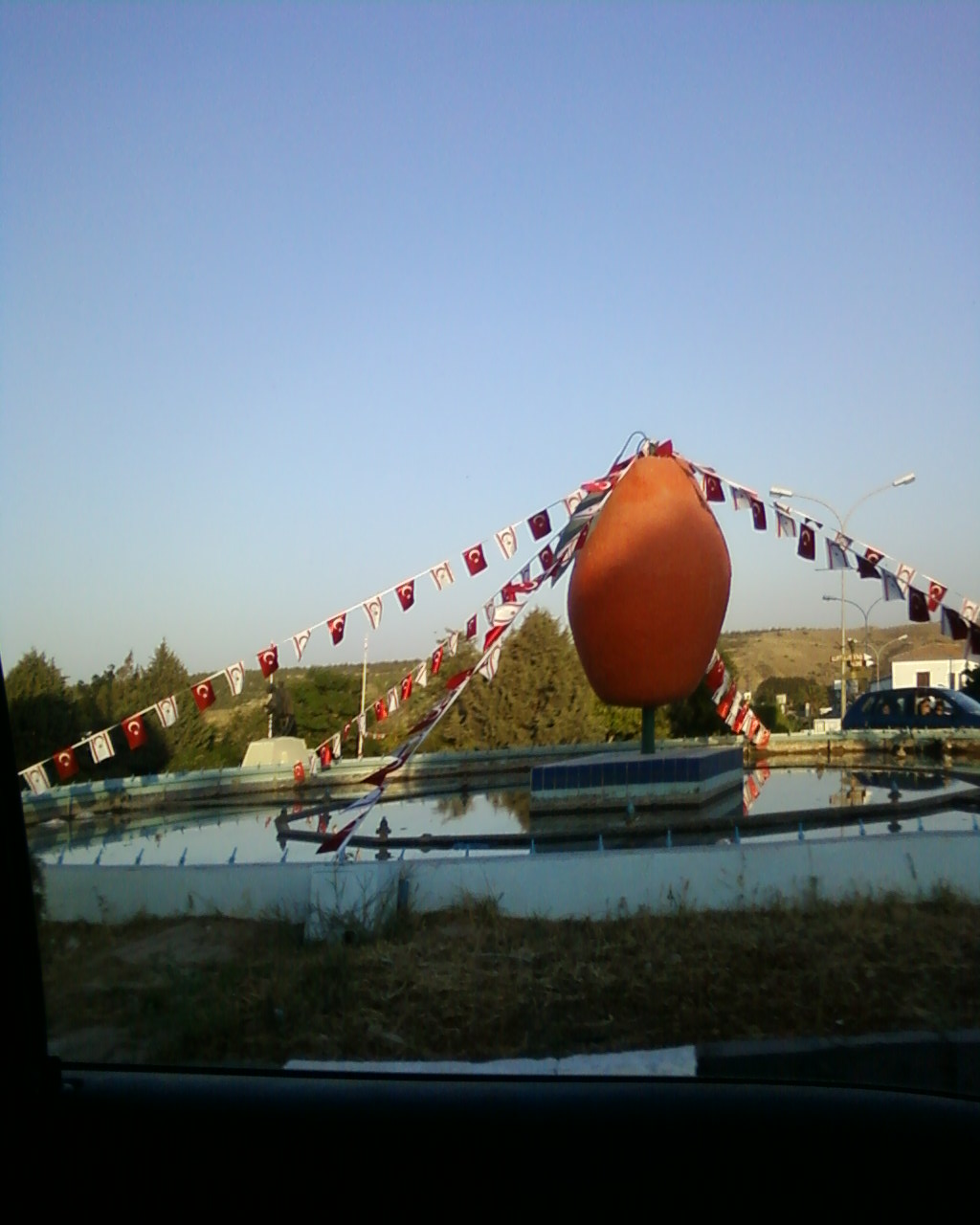

لفکا (به یونانی: Λεύκα، به ترکی: Lefke، به انگلیسی: Lefka) دفاکتو یکی از شهرهای کشور به رسمیت نشناخته‌شده قبرس شمالی، که ناحیه گوزل یورت قرار گرفته‌است.. جمعیت شهر لفکا در سال ۲۰۰۵ برابر با ۸٫۴۴۶ نفر بوده است. شهر لفکا از زمان حرکت صلح نظامی ترکیه به قبرس در سال ۱۹۷۴ تحت اشغال قبرس شمالی است.